# 新庄市立明倫中学校
新庄市立明倫中学校（しんじょうしりつ めいりんちゅうがっこう）は、山形県新庄市にあった公立中学校。

## 学校目標
- 学校教育目標：「いのち」輝き、たくましく生きる生徒の育成[2]

## 学区
- 沼田小学校と北辰小学校学区[3]

## 沿革
- 1952年（昭和27年）
  - 4月1日 - 新庄市立新庄中学校から分離して、新庄市立第三中学校として開校[2]
  - 4月15日 - 新庄市立明倫中学校に改称[2]
- 1979年（昭和54年） - 新校舎竣工[2]
- 1993年（平成5年）1月 - 山形マット死事件発生[2]
- 2021年（令和3年）3月31日 - 沼田小学校、北辰小学校と統合して小中一貫校の新庄市立明倫学園が開校するため、閉校[4]。